# Entomacrodus chapmani
Espèce
Statut de conservation UICN

 VU D2 : Vulnérable
Entomacrodus chapmani est une espèce de poissons marins de la famille des Blenniidae.

## Description
Entomacrodus chapmani peut mesurer jusqu'à 39 mm, queue non comprise.

## Répartition
Entomacrodus chapmani est endémique de l'île de Pâques. Pour FishBase, ce poisson se rencontre également sur les îles Desventuradas.

## Systématique
Le nom valide complet (avec auteur) de ce taxon est Entomacrodus chapmani Springer, 1967,.

### Étymologie
Son épithète spécifique, chapmani, lui a été donnée en l'honneur de l'ichtyologiste américain Wilbert M. Chapman (d)  (1910-1970), pour ses nombreux travaux sur les blennies.

### Publication originale
- (en) Victor G. Springer, « Revision of the Circumtropical Shorefish Genus Entomacrodus (Blenniidae: Salariinae) », Proceedings of the United States National Museum, Washington, Inconnu, vol. 122, no 3582,‎ 1967, p. 1–150 (ISSN 0096-3801 et 2377-6560, OCLC 1259735, DOI 10.5479/SI.00963801.122-3582.1, lire en ligne).